# Relaciones Alemania Oriental-Unión Soviética
Las relaciones Alemania Oriental-Unión Soviética  fueron las relaciones diplomáticas entre la República Democrática Alemana y la Unión de Repúblicas Socialistas Soviéticas. La URSS y la RDA mantuvieron estrechas relaciones diplomáticas; siendo la Unión Soviética el principal patrocinador económico y político de Alemania Oriental.

## Historia
Las relaciones diplomáticas entre ambos países se establecieron en octubre de 1949. La Unión Soviética fue la primera en reconocer la independencia de Alemania Oriental, y un año después, en 1950, Alemania Oriental fue admitida en el Consejo de Asistencia Económica Mutua.
En la década de los 50, ambos países firmaron acuerdos sobre cooperación científica y técnica (1951), sobre el estudio de ciudadanos de Alemania Oriental en universidades de la URSS (1952), se firmó un protocolo sobre la terminación de las reparaciones alemanas (1953), sobre la uso de la energía atómica para las necesidades económicas del pueblo de Alemania Oriental y sobre asistencia en la investigación atómica (1955). La Unión Soviética y Alemania Oriental firmaron el tratado militar denominado Pacto de Varsovia y fueron miembros junto con otros países del bloque socialista. También se firmaron acuerdos relativos a la comunicación aérea (1956) y sobre la ubicación temporal de las tropas soviéticas en el territorio de Alemania Oriental (1958).
En 1964, el viaje de Anastás Mikoyán, el presidente del Presídium del Sóviet Supremo de la URSS, el 10 al 12 de marzo a Berlín Este, aparentemente para celebrar el 70 cumpleaños del inactivo y enfermo primer ministro Otto Grotewohl, fue particularmente curioso a la luz del hecho de que no asistieron otros dignatarios del bloque del rango de Mikoyán. La aparición de Mikoyán parecía representar un esfuerzo soviético para calmar los temores de Alemania Oriental sobre ciertos puntos de desacuerdo económicos y militares. 
En 1963, el comunicado conjunto soviético-germano oriental del 13 de junio registró el elogio de Walter Ulbricht por la política de "ejemplo mutuo" de Jrushchov de una manera que podría interpretarse como una aprobación en principio de los esfuerzos soviéticos adicionales en ese sentido, incluida una reducción de las fuerzas soviéticas en Alemania Oriental.

### Era Brézhnev
El día que Jrushchov se fue de vacaciones, el primer ministro de Alemania Oriental, Willi Stoph, hizo una visita repentina a Moscú y comenzó una serie intensiva de conversaciones de tres días con el jefe de gobierno soviético, Alekséi Kosyguin y otros líderes de alto nivel del Kremlin. El propósito de la visita de Stoph, era el de abrir una exposición dedicada al 15º aniversario de la RDA.
Luego, en rápida sucesión, Súslov y Brézhnev se adelantaron con fuertes declaraciones tranquilizando a los líderes germanoorientales sobre las intenciones soviéticas hacia Alemania Oriental. Súslov hizo una promesa rotunda de no venderse en Moscú el mismo día (5 de octubre) en que Ulbricht recibió a Brézhnev en Berlín Oriental, quien se había negado a saludar al yerno de Jrushchov dos meses antes. Ulbricht el 6 de octubre respondió con una conferencia bastante desafiante sobre los límites de la interferencia soviética en la soberanía de la RDA. Y en el mismo podio, Brézhnev prometió que no habría tratos "a espaldas" que fueran perjudiciales para los intereses de la RDA. 
Mijaíl Súslov, en su discurso del 5 de octubre en una reunión del Kremlin dedicada al aniversario de la RDA, se desvivió por negar la posibilidad de un acuerdo Bonn-Moscú a expensas de la "soberanía" de la RDA. Súslov expresó la "garantía" plana de que "incluso si se ofreciera todo el oro del mundo, las relaciones entre Moscú y Berlín Oriental aún no estarían a la venta.
La reacción inicial de la RDA al derrocamiento de Jrushchov y su tratamiento de la cuestión de la entrega fue ambivalente. Por un lado, había evidencia que sugería que la destitución de Jrushchov trajo un rápido alivio a los líderes de Berlín Oriental sobre el destino del futuro de Alemania Oriental. La primera reacción oficial de la RDA al golpe del Kremlin, que se registró en el comunicado del Comité Central del Partido Socialista Unificado de Alemania del 17 de octubre —la primera declaración del partido de Europa del Este sobre el derrocamiento de Jrushchov— fue que el tratado de amistad de junio de 1964 llevarse a cabo "honorablemente", lo que implica, tal vez, que hubo algunas dudas entre los líderes de Alemania Oriental sobre si se habría implementado de manera honorable antes del derrocamiento de Jrushchov.
Es posible que el nuevo liderazgo sintiera que otros asuntos internos y externos más apremiantes exigían su concentración inicial y que cualquier acción diplomática importante, como la visita a Bonn, sobre la cuestión alemana, debería posponerse. La concentración en otros asuntos internos y externos también puede explicar, en parte, que Moscú abandone cualquier elemento de urgencia en la línea del nuevo tratado de paz soviético. El descontento de Alemania Oriental por el aplazamiento soviético del tratado de paz-Cuestiones de Berlín Occidental puede haber explicado, en parte, el trato sorprendentemente discreto dado por la RDA a la visita de Kosyguin del 27 de febrero al 2 de marzo de 1965 a Alemania Oriental para participar en el congreso anual de la Feria de Leipzig.
El 5 de octubre de 1979, mientras Brézhnev visitaba Alemania Oriental en el 30 aniversario de la fundación del estado, los dos países firmaron un acuerdo de apoyo mutuo de diez años en virtud del cual Alemania Oriental proporcionaría barcos, maquinaria y equipo químico a la URSS, y a cambio, la Unión Soviética proporcionarían combustible y equipo nuclear a Alemania Oriental.